# Municipio de Rush (condado de Tuscarawas)
El municipio de Rush (en inglés: Rush Township) es un municipio ubicado en el condado de Tuscarawas en el estado estadounidense de Ohio. En el año 2010 tenía una población de 880 habitantes y una densidad poblacional de 11,43 personas por km².

## Geografía
El municipio de Rush se encuentra ubicado en las coordenadas 40°18′56″N 81°21′43″O / 40.31556, -81.36194. Según la Oficina del Censo de los Estados Unidos, el municipio tiene una superficie total de 76.99 km², de la cual 76,96 km² corresponden a tierra firme y (0,04 %) 0,03 km² es agua.

## Demografía
Según el censo de 2010, había 880 personas residiendo en el municipio de Rush. La densidad de población era de 11,43 hab./km². De los 880 habitantes, el municipio de Rush estaba compuesto por el 97,39 % blancos, el 0,34 % eran amerindios, el 0,11 % eran asiáticos, el 0,11 % eran isleños del Pacífico y el 2,05 % eran de una mezcla de razas. Del total de la población el 0,68 % eran hispanos o latinos de cualquier raza.